# Viva Las Vegas (EP)
Viva Las Vegas è un EP di Elvis Presley contenente la colonna sonora dell'omonimo film da lui interpretato. Il disco venne pubblicato dalla RCA Victor Records.
Le sedute di registrazione ebbero luogo il 9, 10, e 11 luglio 1963 nello studio Radio Recorders di Hollywood, California.

## Il disco
Per la colonna sonora del film vennero registrate 12 canzoni, ma solamente 6 di queste finirono sul disco. L'idea di un album vero e proprio non venne mai presa in considerazione seriamente, il che generò in seguito non poche critiche. Night Life, Do the Vega, e il medley Yellow Rose of Texas / The Eyes of Texas finiranno sull'album Elvis Sings Flaming Star del 1969, e la canzone napoletana Santa Lucia su Elvis for Everyone!. The Lady Loves Me verrà pubblicata in Elvis: A Legendary Performer Volume 4 solo nel 1983, e il duetto tra Presley e Ann-Margret You're the Boss addirittura in Elvis Sings Leiber & Stoller nel 1991.
Due brani vennero pubblicati come singolo il 28 aprile, una cover di What'd I Say di Ray Charles con stranamente la title track Viva Las Vegas opera di Doc Pomus e Mort Shuman relegata sul lato B come b-side. La forza dei due brani causò il disperdersi in classifica del potenziale del singolo, con What'd I Say che raggiunse il 21º posto in classifica e Viva Las Vegas il 29º. La colonna sonora ridotta a soli quattro brani venne pubblicata su EP nel maggio 1964 in concomitanza con la prima del film. L'EP raggiunse soltanto la posizione numero 92 della classifica Billboard Hot 100, il peggior risultato commerciale di Presley fino ad allora.

## Tracce

### Lato A
| Traccia | Registrazione | Titolo                        | Autore                  | Durata |
| ------- | ------------- | ----------------------------- | ----------------------- | ------ |
| 1.      | 7/9/63        | If You Think I Don't Need You | Red West & Joe Cooper   | 2:03   |
| 2.      | 7/10/63       | I Need Somebody to Lean On    | Doc Pomus & Mort Shuman | 2:50   |

### Lato B
| Traccia | Registrazione | Titolo                       | Autore                                 | Durata |
| ------- | ------------- | ---------------------------- | -------------------------------------- | ------ |
| 1.      | 7/9/63        | C'mon Everybody              | Joy Byers                              | 2:16   |
| 2.      | 7/11/63       | Today, Tomorrow, and Forever | Bill Giant, Bernie Baum, Florence Kaye | 3:22   |

## Versione ampliata in CD
Nel 2010 la Sony BMG ha ristampato l'EP aggiungendo diversi brani così da formare un vero e proprio album contenente la colonna sonora vera e propria del film.

### Tracce
1. Viva Las Vegas
2. What'd I Say
3. If You Think I Don't Need You
4. I Need Somebody To Lean On
5. C'mon Everybody
6. Today, Tomorrow and Forever
7. Night Life
8. Santa Lucia
9. Do The Vega
10. You're The Boss (duetto con Ann-Margret)
11. The Yellow Rose of Texas / The Eyes of Texas
12. The Lady Loves Me

## FTD Special Deluxe Edition
Nel 2004 l'etichetta danese Follow That Dream Records, una sussidiaria della RCA/BMG che pubblica CD e libri per i collezionisti di Elvis Presley, ha pubblicato una versione in 2 CD dell'album, elaborata dall'esperto del settore Ernst Jorgensen, che presenta numerose versioni alternative e varie outakes.

### Tracce

#### CD 1
1. Viva Las Vegas
2. What'd I Say
3. If You Think I Don't Need You
4. I Need Somebody To Lean On
5. C'mon Everybody
6. Today, Tomorrow and Forever
7. Night Life
8. Santa Lucia
9. Do The Vega
10. You're The Boss (duetto con Ann-Margret)
11. The Yellow Rose of Texas / The Eyes of Texas
12. The Lady Loves Me

#### CD 2
1. Today, Tomorrow And Forever (con Ann-Margret) - takes 1 & 2 - 5:39 (Giant/ Baum/ Kaye)
2. Viva Las Vegas - takes 1 & 2 - 4:27 (Pomus/Shuman)
3. Night Life - take 3 - 1:59 (Giant/Baum/Kaye)
4. C'mon Everybody - takes 1, 2, 3 - 4:05 (Byers)
5. I Need Somebody To Lean On - take 8 - 3:12 (Pomus/Shuman)
6. The Lady Loves Me (con Ann-Margret) – take 9 - 3:43 (Tepper/Bennett)
7. You're The Boss (con Ann-Margret) - take 3 - 2:45 (Leiber/Stoller)
8. Today, Tomorrow And Forever - takes 3 & 4 - 3:40 (Giant/ Baum/ Kaye)
9. What'd I Say – takes 1 & 2 - 3:57 (Ray Charles)
10. If You Think I Don't Need You - takes 5 & 7 - 3:20 (West/Cooper)
11. C'mon Everybody - takes 6 & 7 - 2:29 (Byers)
12. Do The Vega - take 1 - 2:45 (Giant/Baum/Kaye)
13. The Climb - take 9 - 5:19 (Leiber/Stoller)

## The Viva Las Vegas Sessions(2018)
CD1
1. Viva Las Vegas - 2:27
2. Yellow Rose Of Texas / The Eyes Of Texas - 2:57
3. The Lady Loves Me - 3:46
4. C’mon Everybody - 2:21
5. Today, Tomorrow And Forever - 3:28
6. The Climb (Planned Record Version - Take 3) - 2:44
7. What’d I Say - 3:06
8. Santa Lucia - 1:15
9. If You Think I Don’t Need You - 2:07
10. I Need Somebody To Lean On - 3:05
11. Night Life - 1:52
12. Do The Vega - 2:25
13. You’re The Boss - 2:49
14. Viva Las Vegas (Take 1) - 1:48
15. Yellow Rose Of Texas (Take 7) / The Eyes Of Texas (Take 7) - 2:59
16. The Lady Loves Me (Takes 1-2) - 4:14
17. C’mon Everybody (Take 3) - 2:48
18. Today, Tomorrow And Forever (Takes 1-3, 5 & 4) - 5:46
19. What’d I Say (Takes 1-2) - 4:00
20. Santa Lucia (V.O. Take 1) - 1:23
21. If You Think I Don’t Need You (Takes 1-2) - 3:16
22. I Need Somebody To Lean On (Takes 1-2) - 3:30
23. Night Life (Take 2) - 2:08
24. Do The Vega (Take 1) - 2:48
25. You’re The Boss (Takes 1-3) - 3:34
26. Today, Tomorrow And Forever (2012 Takes 1-2, Duet) - 5:45

CD2
1. Night Life (Takes 1 & 3) - 4:09
2. Night Life (Takes 4-8) - 3:11
3. C’mon Everybody (Takes 1-2 & 4-5/M) - 4:36
4. If You Think I Don’t Need You (Takes 3-7) - 5:09
5. I Need Somebody To Lean On (Takes 3-5) - 3:58
6. I Need Somebody To Lean On (Takes 6-8) - 4:42
7. Do The Vega (Take 2) - 2:41
8. Santa Lucia (Track, Takes 1-2) - 1:55
9. Viva Las Vegas (Take 2) - 2:50
10. The Climb (Takes 1-2 & 4-7) - 6:43
11. Yellow Rose Of Texas (Takes 1-4) / The Eyes Of Texas (Takes 1-4) - 3:58
12. Yellow Rose Of Texas (Takes 5-6 & 8-9/M) / The Eyes Of Texas (Takes 5-6 & 8-9/M) - 5:33
13. The Lady Loves Me (Takes 3-6) - 4:51
14. You’re The Boss (Takes 4-8) - 4:42
15. You’re The Boss (Takes 9-10) - 4:32
16. Today, Tomorrow And Forever (2012 Take 6, Instrumental) - 3:34
17. Santa Lucia (Vocal Overdub, Take 2) - 1:20
18. Santa Lucia (Vocal Overdub, Take 3) - 1:20
19. Today, Tomorrow And Forever (Movie Version, Vocal Overdub 2016 Take 8) - 2:38
20. What’d I Say (Takes 3-4/M) - 5:47

CD3
1. C’mon Everybody (Movie Version, Take 7 With Overdubs) - 2:30
2. Today, Tomorrow And Forever (Movie Version, V.O. Take 10, Edited) - 1:25
3. The Climb (Movie Version - Take 9, Edited) - 1:38
4. Santa Lucia (V.O. Take 6/M, Movie Version) - 1:14
5. Appreciation (Take 3 & Pickup Take 2) - 4:37
6. My Rival - 2:11
7. Night Life (Takes 9-10) - 2:56
8. Night Life (Take 11) - 2:10
9. Night Life (Takes 12-13) - 2:46
10. If You Think I Don’t Need You (Takes 8-10) - 4:22
11. If You Think I Don’t Need You (Takes 11-13/M) - 4:05
12. I Need Somebody To Lean On (Takes 9-15) - 7:16
13. I Need Somebody To Lean On (Takes 16-19) - 5:12
14. Do The Vega (Takes 3-7/M) - 4:25
15. Viva Las Vegas (Takes 3-7/M) - 5:06
16. The Climb (Take 8) - 2:53
17. The Climb (Take 9) - 2:53
18. C’mon Everybody (Takes 6-7/M, Movie Version) - 2:34
19. The Lady Loves Me (Takes 7-9) - 6:37
20. You’re The Boss (Takes 11-12) - 3:23
21. You’re The Boss (Takes 13, 15 & 14) - 4:09
22. Santa Lucia (Vocal Overdub, Take 5) - 1:26
23. Today, Tomorrow And Forever (Movie Version, 2016 Vocal Overdub Take 10/M) - 2:46

## Formazione
- Elvis Presley - voce
- The Jordanaires - cori
- Oliver Mitchell, James Zito - tromba
- Herb Taylor, Randall Miller - trombone
- Boots Randolph, William Green - sassofono
- Scotty Moore, Tiny Timbrell, Billy Strange - chitarra elettrica
- Dudley Brooks - pianoforte
- Calvin Jackson - pianoforte, organo
- Bob Moore - basso
- D. J. Fontana, Buddy Harman, Frank Carlson - batteria